# Подашпиље
Подашпиље је насељено место у саставу града Омиша, Сплитско-далматинска жупанија, Република Хрватска.

## Историја
До територијалне реорганизације у Хрватској налазило се у саставу старе општине Омиш.

## Становништво
На попису становништва 2011. године, Подашпиље је имало 20 становника.
| Број становника по пописима | Број становника по пописима | Број становника по пописима | Број становника по пописима | Број становника по пописима | Број становника по пописима | Број становника по пописима | Број становника по пописима | Број становника по пописима | Број становника по пописима | Број становника по пописима | Број становника по пописима | Број становника по пописима | Број становника по пописима | Број становника по пописима | Број становника по пописима |
| --------------------------- | --------------------------- | --------------------------- | --------------------------- | --------------------------- | --------------------------- | --------------------------- | --------------------------- | --------------------------- | --------------------------- | --------------------------- | --------------------------- | --------------------------- | --------------------------- | --------------------------- | --------------------------- |
| 1857                        | 1869                        | 1880                        | 1890                        | 1900                        | 1910                        | 1921                        | 1931                        | 1948                        | 1953                        | 1961                        | 1971                        | 1981                        | 1991                        | 2001                        | 2011                        |
| 79                          | 0                           | 111                         | 163                         | 221                         | 214                         | 0                           | 0                           | 220                         | 225                         | 219                         | 85                          | 25                          | 13                          | 6                           | 20                          |

Напомена: У 1869., 1921. и 1931. подаци су садржани у насељу Свинишће. У 1991. повећано за део подручја насеља Станићи, где је и садржан део података у 1857., од 1880. до 1910. и од 1948. до 1981. Од 1948. исказује се као насеље.

### Попис1991.
На попису становништва 1991. године, насељено место Подашпиље је имало 13 становника, следећег националног састава:
| Попис 1991.‍ | Попис 1991.‍ | Попис 1991.‍ | Попис 1991.‍ | Попис 1991.‍ |
| ----------- | ----------- | ----------- | ----------- | ----------- |
|             |             |             |             |             |
| Хрвати      | Хрвати      |             | 13          | 100%        |
| укупно: 13  |             |             |             |             |